# Finch (rockband)
Finch var ett amerikanskt rockband från Temecula, Kalifornien, bildad 1999. Efter en paus under 2006 kom bandet tillbaka 2007, med en återföreningskonsert 23 november vid Glasshouse i Pomona, Kalifornien. De har haft flera spelningar i hela USA och spelat på "Give It a Name"-festivalen i Storbritannien i maj 2008.
I oktober 2008 hade bandet släppt 2 EP, (Falling Into Place, Finch) och två studioalbum, What It Is to Burn och Say Hello To Sunshine. Efter att de avslutat sin sommarturné kommer de börja spela in nästa studioalbum. Back to Oblivion utgavs 2014. Bandet splittrades 2016. I början av 2016 bildade Linares, Pappas och Wonacott ett nytt band tillsammans med Buddy Nielsen från bandet Senses Fail som heter Speak the Truth...Even if Your Voice Shakes, men huvudsakligen benämnd bara Speak the Truth. Nate Barcalow bildade en elektronisk duo kallad Private Lives. Duon utgav albumet No Future i maj 2017,

## Medlemmar

### Senaste medlemmar
- Alex "Grizzly" Linares – rytmgitarr, bakgrundssång (1999–2006, 2007–2010, 2012–2016)
- Daniel Wonacott – basgitarr, bakgrundssång (2007–2010, 2012–2016)
- Alex Pappas – trummor, slagverk (1999–2004, 2012–2016)

### Tidigare medlemmar
- Nate Barcalow – sång (1999–2006, 2007–2010, 2012–2016)
- Randy "R2K" Strohmeyer – gitarr, bakgrundssång (1999–2006, 2007–2010, 2012–2015)
- Derek Doherty – basgitarr, bakgrundssång (1999–2006)
- Marc Allen – trummor (2004–2006)
- Drew "Dawggy" Marcogliese – trummor (2007–2010)

## Diskografi

### Studioalbum
- 2002 – What It Is to Burn
- 2005 – Say Hello to Sunshine
- 2014 – Back to Oblivion

### Livealbum
- 2009 – A Far Cry From Home - Tokyo 2009
- 2014 – What It Is to Burn X Live

### EP
- 2001 – Falling into Place
- 2008 – Finch
- 2010 – Epilogue

### Singlar
| År   | Titel                       | Topplacering | Topplacering | Topplacering | Album                 |
| År   | Titel                       | US Alt.      | US Main.     | UK           | Album                 |
| ---- | --------------------------- | ------------ | ------------ | ------------ | --------------------- |
| 2002 | "Letters to You"            | —            | —            | 39           | What It Is to Burn    |
| 2003 | "What It Is to Burn"        | 15           | 35           | —            | What It Is to Burn    |
| 2004 | "Worms of the Earth"        | —            | —            | —            | Underworld            |
| 2005 | "Bitemarks and Bloodstains" | —            | —            | 82           | Say Hello to Sunshine |
| 2010 | "Bury White"                | —            | —            | —            | Inte på album         |
| 2014 | "Two Guns to the Temple"    | —            | —            | —            | Back to Oblivion      |
| 2014 | "Anywhere But Here"         | —            | —            | —            | Back to Oblivion      |

### Andra låtar
- "Apologetic Theory"
- "Bury Me"
- "Frail"
- "Once Upon My Nightstand"
- "Worms Of The Earth"(Underworld Soundtrack)
- "Gak 2" (Say Hello To Sunshine) (bonusspår på brittiska utgåvan)
- "Spanish Fly" (Say Hello To Sunshine) (bonusspår på japanska utgåvan)

Covers
- "Mad World" (Tears for Fears-cover)
- "Dumb" (Nirvana-cover)
- "You'd Prefer an Astronaut" (Hum-cover)
- "With or Without You" (U2-cover)
- "Say It Ain't So" (Weezer-cover)
- "Butterfly" (Weezer-cover)
- "When the Lights Go Out" (Dead Bands Party: A Tribute to Oingo Boingo)
- "The Gentle Art of Making Enemies" (Faith No More-cover)
- "Stuck On You" (Failure-cover)
- "Where Is My Mind?" (Pixies-cover)
- "Karma Police" (Radiohead-cover)
- "Bury White" (Far-cover)
- "Condemnation" (Depeche Mode-cover) (Akustisk)